# Tokuhei Sada
Tokuhei Sada (jap. 佐田 徳平 Sada Tokuhei; * 1909 in Yamanashi; † 17. Dezember 1933 in Toyonaka) war ein japanischer Schwimmer.

## Karriere
Arai begann seine Karriere bei der Aichi Swimming Association. Parallel besuchte er nach seinem Schulabschluss an der Tomita Junior High School die Meiji-Universität in Tokio. 1928 nahm er an den Olympischen Spielen in Amsterdam teil. Hier erreichte er mit der japanischen Staffel über 4 × 200 m Freistil den zweiten Rang und sicherte sich somit Silber. Für die Individualdiszplin 100 m Freistil war der Schwimmer ebenfalls gemeldet, trat aber nicht an. Im Folgejahr gewann er die japanischen Meistertitel über 100 m und 400 m Freistil.
Später arbeitete er für die Hankyu Railway Corp. in der Region Kansai. 1933 starb er im Alter von 24 Jahren an den Folgen einer chronischen Erkrankung.